# Nieuwzeelandse tarbot
De Nieuwzeelandse tarbot (Colistium nudipinnis) is een  straalvinnige vissensoort uit de familie van schollen (Pleuronectidae). De wetenschappelijke naam van de soort is voor het eerst geldig gepubliceerd in 1911 door Waite.